# Pareuxesta hyalinata
Pareuxesta hyalinata är en tvåvingeart som beskrevs av Daniel William Coquillett 1901. Pareuxesta hyalinata ingår i släktet Pareuxesta och familjen fläckflugor. Inga underarter finns listade i Catalogue of Life.